# Zlatá deska Voyageru

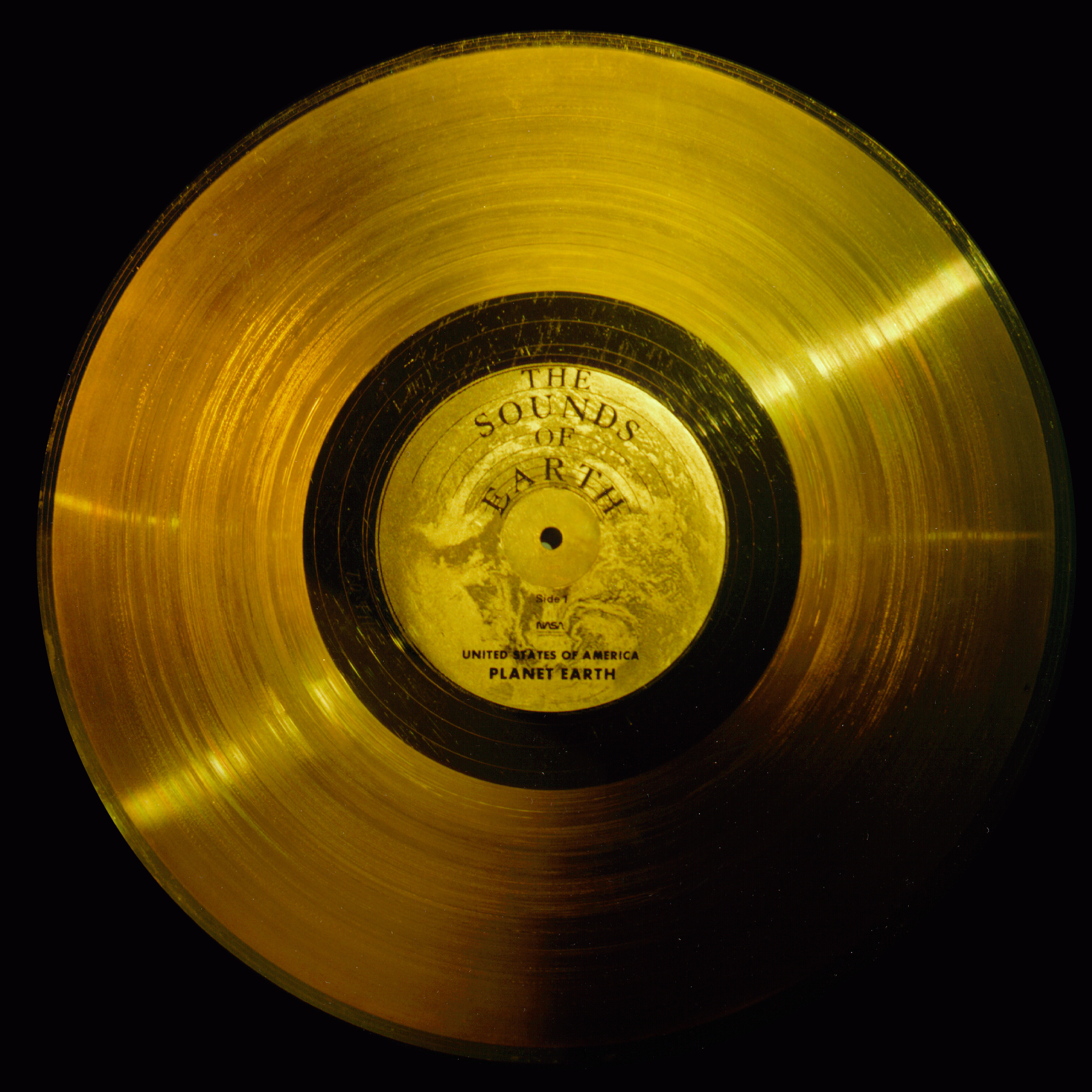
Zlatá deska

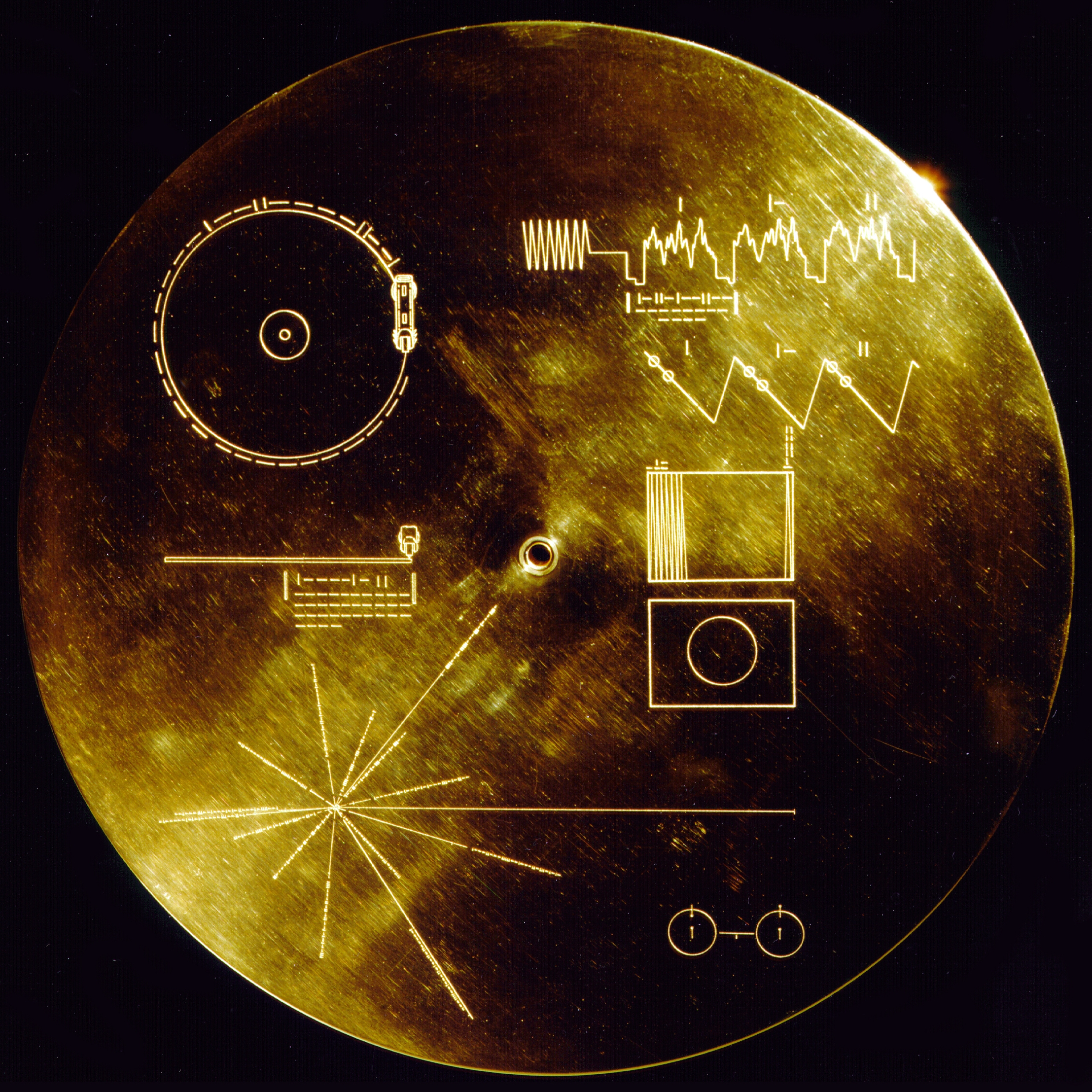
Informace pro přehrání desky na jejím pozlaceném hliníkovém přebalu

Zlatá deska Voyageru je pozlacená měděná gramofonová deska, uložená v sondách Voyager 1 a Voyager 2, vyslaných do vesmíru v roce 1977, zachycující zvuky a obrazy Země, a tak i různorodost života na naší planetě. Je určena případným mimozemským civilizacím, které by ji mohly v daleké budoucnosti nalézt při její cestě za hranicemi Sluneční soustavy.

## Předchůdci
Na návrh novináře Erika Burgesse zhotovili Carl Sagan, jeho manželka a Frank Drake plaketu s poselstvím pro mimozemské civilizace již u sond Pioneer 10 a Pioneer 11, které byly ze Země vyslány v březnu 1973 a březnu 1974 na cestu k Jupiteru, Saturnu a dále ven za Sluneční soustavy. Právě tehdy padlo rozhodnutí vybavit takovým vzkazem i další sondy k vnějším planetám.

## Obsah
Poselství obsahuje 115 obrázků zakódovaných v analogové formě. Zbytek nahrávky je zvukový záznam, zaznamenaný při rychlosti 16⅔ otáček za minutu. Zachycuje pozdravy v mnoha různých jazycích obyvatel planety Země pro případné mimozemské civilizace.
Na zlaté desce je zahrnuto následujících 55 jazyků:
| - akkadština - angličtina - arabština - aramejština - arménština - barmština - bengálština - čeština - čičeva - francouzština - gudžarátština | - hebrejština - hindština - chetitština - ila - indonéština - italština - japonština - kannadština - kantonština - kečuánština - korejština | - latina - luganda - maďarština - mandarínština - maráthština - min nan - němčina - nepálština - nguni - nizozemština - paňdžábština | - perština - polština - portugalština - rádžasthánština - rumunština - ruština - řečtina - sesotho - sinhálština - srbochorvatština - sumerština | - španělština - švédština - telugština - thajština - turečtina - ukrajinština - urdština - urijština - velština - vietnamština - wu |

Krátkou větu v češtině navrhl a namluvil fyzik Václav Kostroun, profesor na Cornellově univerzitě v Ithace ve státě New York. Zní: „Milí přátelé, přejeme vám vše nejlepčí [sic!]“.
Po sekci obsahující zvuky Země obsahuje deska 90minutový výběr hudby různých kultur včetně klasických skladeb Západu i Východu.
Mezi uloženými obrázky je také krajinářská fotografie amerického fotografa Ansela Adamse The Tetons – Snake River (Hadí řeka).

## Odraz v kultuře
Deska je ukázána a použita v ději americkém sci–fi filmu Starman z roku 1984.

## Seznam nahrávek
Celkový seznam nahrávek:
1. Greeting from Kurt Waldheim, Secretary-General of the United Nations
2. Greetings in 55 Languages
3. United Nations Greetings/Whale Songs
4. The Sounds of Earth
5. Brandenburg Concerto No. 2 in F Major, BWV 1047: I. Allegro (Johann Sebastian Bach) – Munich Bach Orchestra/Karl Richter
6. Ketawang: Puspåwårnå (Kinds of Flowers) – Pura Paku Alaman Palace Orchestra/K.R.T. Wasitodipuro
7. Cengunmé – Mahi musicians of Benin
8. Alima Song – Mbuti of the Ituri Rainforest
9. Barnumbirr (Morning Star) and Moikoi Song – Tom Djawa, Mudpo, and Waliparu
10. El Cascabel (Lorenzo Barcelata) – Antonio Maciel and Los Aguilillas with Mariachi México de Pepe Villa/Rafael Carrión
11. Johnny B. Goode – Chuck Berry
12. Mariuamangɨ – Pranis Pandang and Kumbui of the Nyaura Clan
13. Sokaku–Reibo (Depicting the Cranes in Their Nest) – Goro Yamaguchi
14. Partita for Violin Solo No. 3 in E Major, BWV 1006: III. Gavotte en Rondeau (Johann Sebastian Bach) – Arthur Grumiaux
15. The Magic Flute (Die Zauberflöte), K. 620, Act II: Hell’s Vengeance Boils in My Heart (Wolfgang Amadeus Mozart) – Bavarian State Opera Orchestra and Chorus/Wolfgang Sawallisch
16. Chakrulo – Georgian State Merited Ensemble of Folk Song and Dance/Anzor Kavsadze
17. Roncadoras and Drums – Musicians from Ancash
18. Melancholy Blues (Marty Bloom/Walter Melrose) – Louis Armstrong and His Hot Seven
19. Muğam – Kamil Jalilov
20. The Rite of Spring (Le Sacre du Printemps), Part II—The Sacrifice: VI. Sacrificial Dance (The Chosen One) (Igor Stravinsky) – Columbia Symphony Orchestra/Igor Stravinsky
21. The Well–Tempered Clavier, Book II: Prelude & Fugue No. 1 in C Major, BWV 870 (Johann Sebastian Bach) – Glenn Gould
22. Symphony No. 5 in C Minor, Opus 67: I. Allegro Con Brio (Ludwig Van Beethoven) – Philharmonia Orchestra/Otto Klemperer
23. Izlel e Delyu Haydutin – Valya Balkanska
24. Navajo Night Chant, Yeibichai Dance – Ambrose Roan Horse, Chester Roan, and Tom Roan
25. The Fairie Round (Anthony Holborne) – Early Music Consort of London/David Munrow
26. Naranaratana Kookokoo (The Cry of the Megapode Bird) – Maniasinimae and Taumaetarau Chieftain Tribe of Oloha and Palasu’u Village Community in Small Malaita
27. Wedding Song – Young girl of Huancavelica
28. Liu Shui (Flowing Streams) – Guan Pinghu
29. Bhairavi: Jaat Kahan Ho – Kesarbai Kerkar
30. Dark Was the Night, Cold Was the Ground – Blind Willie Johnson
31. String Quartet No. 13 in B-flat Major, Opus 130: V. Cavatina (Ludwig Van Beethoven) – Budapest String Quartet[6]